# Hôtel de ville de Mönchengladbach
L’abbaye de Gladbach est une ancienne abbaye bénédictine à Mönchengladbach qui abrite aujourd'hui la mairie de la ville, à côté de l'ancienne église abbatiale.

## Histoire
La construction de l'abbaye commence en 1663 et se termine vers 1705. En 1802, après l'occupation par les troupes françaises, le monastère est sécularisé et utilisé comme usine de filature entre 1805 et 1835. En 1835, la ville achète le bâtiment principal et, après la démolition de l'ancien hôtel de ville, l'utilise comme bureaux de l'administration municipale. Petit à petit, tous les autres bâtiments de l'ancienne abbaye sont achetés par la ville et sont encore utilisés aujourd'hui pour une partie de l'administration municipale.

## Description
La « mairie abbaye » se situe immédiatement au nord-ouest de l'église Saint-Guy sur le versant ouest de l'Abteiberg. C'est un bâtiment de deux étages, avec ses quatre ailes de bâtiment regroupées autour d'une cour intérieure rectangulaire, en maçonnerie de brique sur un socle en moellons en grès de Liedberg et sous un toit à pignon en ancienne toiture en ardoise allemande, certaines avec de très petites lucarnes à pignon.
La partie la plus ancienne est l'aile nord à sept axes avec le portail de passage au centre situé axialement dans la devanture face au marché.
L'élément à deux axes faisant saillie comme un avant-corps sur la droite est le côté pignon de l'aile ouest à angle droit, qui, comme l'aile sud également à angle droit, est construit sous l'abbé Petrus Knor (1703–1725).
Par le portail du passage baroque (Drachenfels-Trachyt), on entre dans la cour intérieure rectangulaire. Sur son côté nord, il y a une tonnelle composée de trois jougs voûtés flanquant la porte.
La structure du bâtiment de l'aile orientale à 14 axes faisant face à la cour intérieure est encore rudimentaire comme médiévale. Les voûtes du Ratskeller appartiennent probablement à la première moitié du XIVe siècle.
La mairie abbaye, y compris les espaces ouverts environnants formés par la Rathausplatz et la Münsterplatz, et les murs de soutènement en forme de bastion avec les escaliers d'accès à Weiherstrasse et Geropark en raison de l'emplacement à flanc de colline, sont classés comme un bâtiment historique.
Au début du XXe siècle, Emil Hollweg crée la sculpture en calcaire du légendaire comte Baldéric debout sur le tronçon de mur sortant entre Weiherstraße et Rathausstraße et tournée vers la Marktplatz, fait partie du monument protégé.